# Casco (bateau)
Pour les articles homonymes, voir Casco.

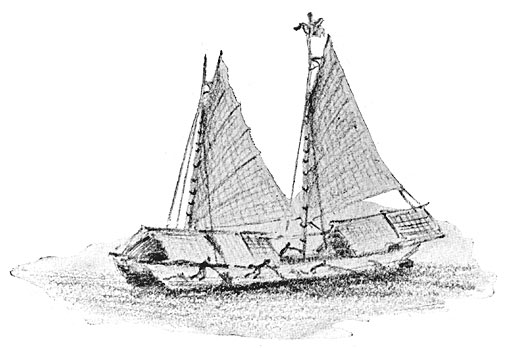
Dessin d'un casco (1906).

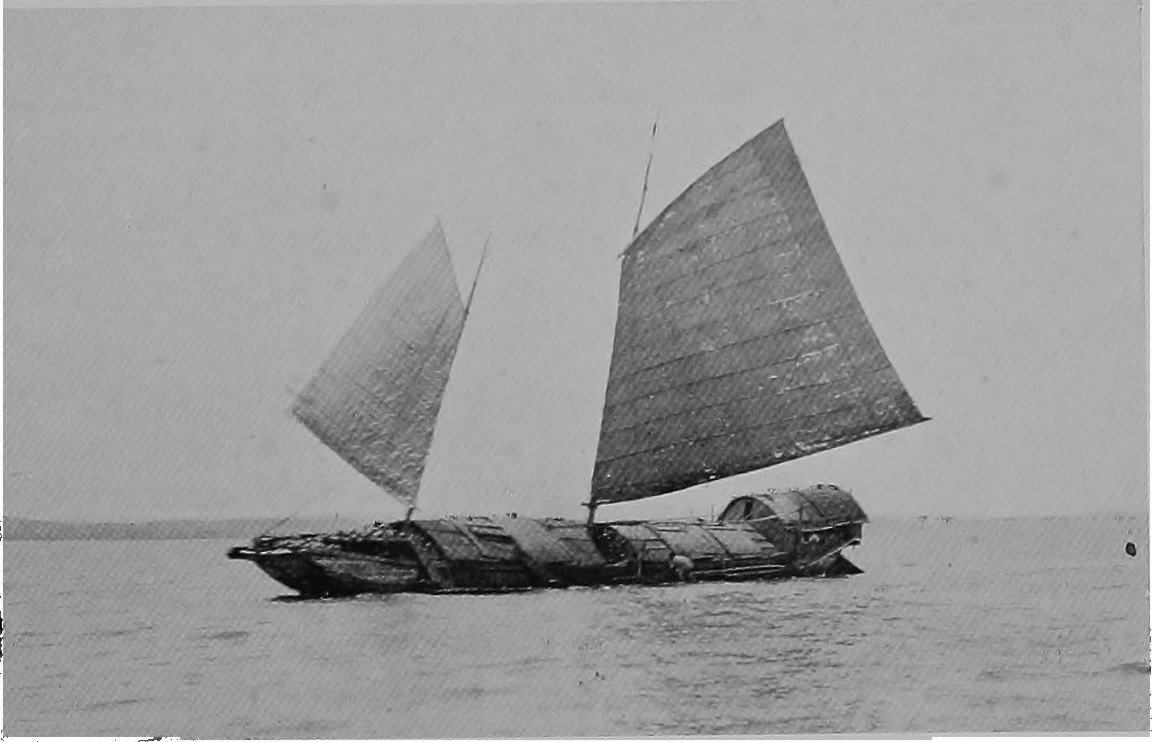
Un casco dans la baie de Manille à pleines voiles (vers 1906).

Un casco est un type de barge à voiles à deux-mâts, à bouts carrés à fond plat originaires des Philippines, utilisé pour le transport fluvial ou comme allège dans les ports.

## Description et usages
ls ont été construits comme un sampan avec deux mâts détachables grée en jonque. La coque présente un fond plat et des bouts carrés. L'ensemble du pont est presque entièrement recouvert de panneaux incurvés amovibles,.
Ils étaient principalement utilisés pour transporter des marchandises le long des lacs et des rivières et comme allège pour transporter des marchandises entre des bateaux amarrés.

## Répartition géographique et historique
Les cascos étaient les plus répandus dans le sud de Luçon, en particulier le long de la rivière Pasig et de la Laguna de Bay, ainsi que dans le port de la baie de Manille,. À la fin du XVIIIe et au début du XIXe siècle, ils étaient souvent attachés ensemble dans tiré par un navire à vapeur. Ils ont été utilisés comme navires de transport par les troupes américaines à Laguna de Bay pendant la guerre américano-philippine. Les cascos sont encore utilisés aujourd'hui dans les défilés fluviaux, comme lors de Notre-Dame de Peñafrancia dans la ville de Naga (Bicol).

## Galerie d'images

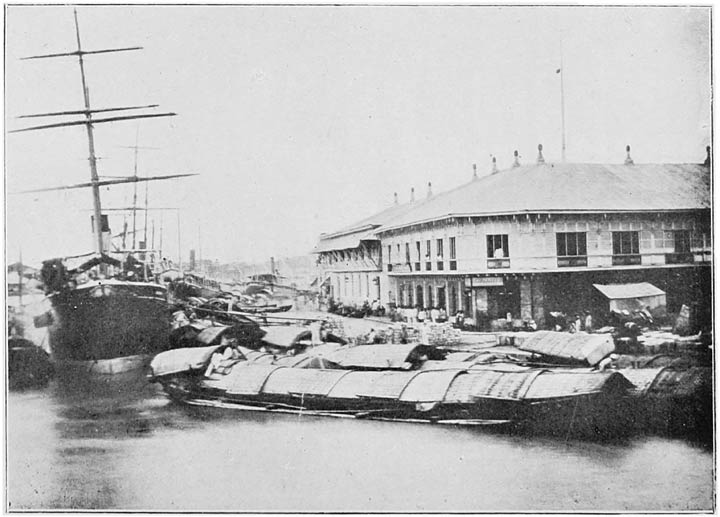
Casco (premier plan) à Manille (vers 1900).
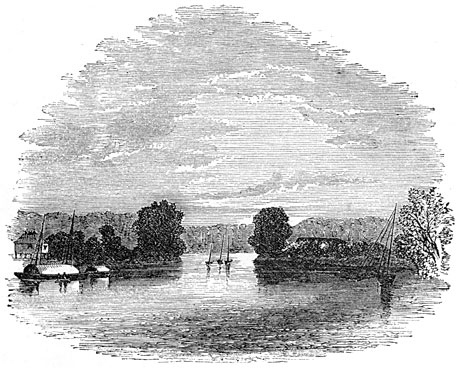
Une gravure de 1855 avec un casco (à gauche) à l'entrée de la rivière Pasig depuis la baie de Manille.